# General Hospital
General Hospital ist eine US-amerikanische Seifenoper und spielt in der fiktiven Hafenstadt Port Charles bei New York. Die Fernsehserie wird in den Vereinigten Staaten vom Sender ABC seit dem 1. April 1963 ausgestrahlt. Sie hat dort im April 2002 die Marke von 10.000 Episoden überschritten, im Juni 2022 wurde die 15.000. Episode ausgestrahlt. Damit zählt sie zu den längsten Fernsehserien der Welt. General Hospital wurde bisher bei den Daytime Emmy Awards elf Mal – ein Rekord – mit dem Preis als „beste Dramaserie“ bedacht.

## Hintergrund
Die Serie wurde von dem Ehepaar Frank und Doris Hursley geschaffen. Gedreht werden die Folgen in Hollywood. Anfangs drehte man in den Sunset-Gower Studios, bevor die Produktion Mitte der 1980er Jahre in die zu ABC gehörenden Prospect Studios wechselte. Die ersten Episoden waren 30 Minuten lang, bevor man 1976 auf 45 Minuten erhöhte. Seit 1978 dauert eine Folge von General Hospital eine volle Stunde inklusive Werbeunterbrechungen.
Anfangs spielte die Serie in einer namenlosen Stadt im Osten der USA. Erst im Jahr 1976 gaben die damaligen Chefautoren Eileen und Robert Mason Pollock der fiktiven Stadt mit Port Charles einen Namen. Auf den respektablen Erfolg in den Anfangsjahren folgten in den 1970er Jahren sinkende Quoten. Das war vor allem der Konkurrenz von NBC und deren Seifenopern-Hit Another World zu verdanken. Im Jahr 1978 kam es schließlich beinahe zur Absetzung der Serie. Eine neue Produzentin, Gloria Monty, brachte die Wende. General Hospital wurde zu einem großen Erfolg und bestimmte in den 1980er Jahren das Soapgeschehen. Die Hochzeit vom Traumpaar Luke Spencer (Anthony Geary) und Laura Webber (Genie Francis) holte eine Rekord-Quote von 30 Millionen Zuschauern.
General Hospital lässt den Eindruck einer typischen Krankenhausserie entstehen. Um das Geschehen im Krankenhaus dreht es sich aber nur bedingt. Viel mehr stehen die Ärzte und Schwestern mit ihren Familien im Vordergrund. In den 1980er Jahren verabschiedete man sich schließlich immer mehr aus dem Krankenhaus-Setting und setzte auf abenteuerliche Geschichten. Trotzdem blieb das Krankenhaus eine Konstante und dient auch heute noch als Arbeitgeber für einige Charaktere.
Am 3. Oktober 1988 begann Sat.1 erstmals mit der Ausstrahlung der Serie. Sat.1 strahlte General Hospital siebzehn Monate im Nachmittagsprogramm aus, bevor man Ende Februar 1990 die Ausstrahlung nach 364 Episoden abbrach. Zwei Jahre später nahm sich kabel eins der Serie an und zeigte bis ins Jahr 1994 weitere 400 Folgen. Ab 1997 versuchte sich tm3 nochmal an der Serie. Insgesamt wurden bis heute 884 Episoden in Deutschland ausgestrahlt. Zuletzt wurde General Hospital von 2003 bis 2004 auf der Pay-TV-Plattform Premiere wiederholt. Die in Deutschland gezeigten und synchronisierten Folgen wurden in den USA zu den Original-Ausstrahlungsterminen von Februar 1980 bis August 1983 gezeigt. Die Serie wird in den USA nach wie vor produziert und ausgestrahlt.
Durch wechselseitige Crossover wurde General Hospital über die Jahre Teil eines Serienuniversums von All My Children, General Hospital: Night Shift, Liebe, Lüge, Leidenschaft, Loving – Wege der Liebe, Port Charles und The City.

## Strukturierung
General Hospital spielt in der fiktiven Hafenstadt Port Charles nahe New York.
Jede Folge der als Familienserie angelegten Seifenoper ist parallel strukturiert. Das heißt, es laufen mehrere unterschiedliche Handlungsstränge nebeneinander, die meist an verschiedenen Örtlichkeiten spielen. Zwischendurch wird zwischen den einzelnen Szenen hin- und hergewechselt, so dass es auch innerhalb einer Folge zu klassischen Cliffhanger-Situationen kommt, was der Erzeugung von Spannung dient. Die verschiedenen Handlungen sind in der Gesamtstory miteinander verwoben und treffen immer wieder aufeinander.
Die ineinandergreifenden Handlungen sind unterschiedlich gewichtet. So gibt es meist einige wenige Haupthandlungen, die sich über Monate oder Jahre erstrecken können. Ein Großteil der Serie besteht aus Gesprächen und Diskussionen an unterschiedlichen Örtlichkeiten; diese befinden sich meist im Inneren von Gebäuden. Vieles muss der Zuschauer sich dazu ergänzend vorstellen, Außenaufnahmen sind relativ selten und finden meistens nur dann Anwendung, wenn zu einer besonders spannenden Handlungsentwicklung hingeführt wird.
Interessant ist die soziale Gewichtung der Hauptakteure. So gibt es außer dem äußerst reichen Familienclan (den Quartermaines) und den gut verdienenden Ärzten auch die durchschnittlicheren Charaktere aus dem Hafenviertel, deren Leben ebenso beleuchtet wird. Alle diese Figuren sind schicksalhaft miteinander verbunden und treffen früher oder später aufeinander.

## Seriengeschichte

### Die Anfangsjahre
Zu Beginn stehen Dr. Steve Hardy und die Krankenschwester Jessie Brewer im Fokus des Handlungsgeschehens. Jessies turbulente Ehe mit dem jungen Arzt Phil Brewer sorgte für viele Geschichten. Steve hingegen verliebt sich im zweiten Jahr der Serie in Audrey March. Die beiden werden in den folgenden Jahren zu den Gesichtern von General Hospital. Meg Bentley, Diana Taylor, Sharon McGillis und Jane Harland waren andere bedeutende Krankenschwestern der Anfangszeit. Meg heiratet den Rechtsanwalt Lee Baldwin, der deren Sohn Scotty adoptiert. Kurz darauf stirbt Meg jedoch. Diana kann sich nicht zwischen Dr. Peter Taylor und Phil entscheiden. Sharon heiratet Dr. Henry Pinkham, während Jane sich in Howie Dawson verliebt und ihn ehelicht. In einem überraschenden Plot wird Audrey im Jahr 1971 unter Verdacht gestellt, die Babysitterin ihres Sohnes ermordet zu haben. Die Geschichte sorgte für einen Quotensieg über Konkurrent As the World Turns und machte General Hospital kurzfristig erstmals zur Nummer eins. Ein Jahr später wird Howie Dawson des Mordes an Brooke Clinton verdächtigt, nachdem sie dessen Avancen nicht nachkam. Im Jahr 1973 heiratet Audrey nach Trennung von Steve den Arzt Jim Hobart und findet sich bald in einer lieblosen von Gewalt beherrschten Ehe wieder. Jim wird zum Alkoholiker und die Ehe mit Audrey zerbricht. Augusta McLeod kommt im selben Jahr in die Stadt und bringt den zwischenzeitlich weggezogenen Phil Brewer zurück, um das Glück von Diana und Peter zu zerstören. Augusta ist schwanger von Peter und hofft so auf eine gemeinsame Zukunft mit ihm. Im Dezember 1974 wird Phil Brewer ermordet. Jessie wird verdächtigt, ihn ermordet zu haben. Schließlich stellt sich jedoch Augusta als Täterin heraus.
Während General Hospital sich 1972 noch an die Spitze der Einschaltquoten setzen konnte, kam es danach zum scheinbar unaufhörlichen Fall. Man verlor stets im Kampf mit dem NBC-Rivalen The Doctors, die gleichzeitig durch die Kritiken für einen Zerriss von General Hospital sorgte. Die letzte Hoffnung lag auf Publikumsliebling Dr. Lesley Williams, die erstmals im März 1973 auftrat. Zusammen mit der im Jahr 1976 eingeführten Monica Webber sollte Lesley die erste Wende bringen.
Bedroht von der Absetzung wurde Douglas Marland, der die vorherigen Jahre bei The Doctors verbrachte, als Chefautor engagiert. Kaum in seiner neuen Rolle angekommen, ändert Marland eine geplante Geschichte, in der Lesley ihren Ehemann Rick Webber mit David Hamilton betrügen würde. Stattdessen wies Lesley David zurück, der daraufhin Lesleys minderjährige Tochter Laura verführte. Die Geschichte erreichte ihren Höhepunkt, als Laura ihren älteren Geliebten tötete, nachdem sie erfuhr, dass dieser sie nur benutzt hatte, um sich an Lesley zu rächen. Mit dem Erfolg der Story wurde Laura bald in den Mittelpunkt der Serie gebracht.

## Deutsche Synchronisation
Ab 1980 wurden insgesamt 884 Folgen ins Deutsche synchronisiert. Die Synchronisation wurde bis Folge 384 („Ein Hintertürchen“) von der Arena Synchron Berlin übernommen, danach änderten sich teilweise die Synchronstimmen.

## Handlung der in Deutschland ausgestrahlten Folgen
Luke Spencer (Anthony Geary) betreibt in Port Charles eine gut besuchte Diskothek, die „Campus Disco“, in welcher Laura Baldwin (Genie Francis, Zeit der Sehnsucht) als Bedienung arbeitet. Luke, der eigentlich von seiner Schwester Barbara „Bobbie“ (Jacklyn Zeman) nach Port Charles geholt wurde, um einen Keil zwischen Lauras Ehemann Scott Baldwin (Kin Shriner) und Laura selbst zu treiben, verliebt sich schließlich in Laura, was diese wohl ahnt, aber zunächst nicht wahrhaben will. Eines Nachts, als beide in der Campus Disco allein sind, bittet Luke Laura um einen Tanz – und vergewaltigt sie. Laura flüchtet aus der Disco nach Hause und vertraut sich ihrem Ehemann an, ohne den Vergewaltiger zu nennen. In dieser Nacht lief ein ganz bestimmtes Lied (in den in Amerika und in Deutschland ausgestrahlten Episoden sind es verschiedene Lieder), der Song „Rise“ von Herb Alpert, welcher vor allem in (romantischen) Szenen zwischen Luke und Laura, aber auch in völlig überraschenden Momenten wieder eingespielt wird (für den Zuschauer und/oder für die Darsteller hörbar).
Letztlich war diese Nacht für Laura der Beginn ihrer Liebe zu Luke.
Laura ist verheiratet mit Scotty Baldwin, einem erfolgreichen jungen Anwalt, der nach dieser Nacht kaum mehr eine Beziehung zu seiner Frau aufbauen kann. Durch einen von Laura geschriebenen Liebesbrief, der eigentlich an Luke gedacht war, erfährt Scotty ausgerechnet am Tag der zwischen Luke und Jennifer Smith (damals gespielt von Lisa Marie, später in anderen Besetzungen), Tochter von Frank Smith (George Gaynes), geplanten Hochzeit von der Vergewaltigungsnacht und der Liebe zwischen Luke und Laura. Es kommt auf dem Schiff, auf dem die Zeremonie geplant ist, zu einem Streit mit Handgemenge, bei dem Luke mit einer Kopfwunde über Bord geht – und für tot gehalten wird. Allerdings wird dieser später in den Docks von Laura gefunden. Beide flüchten.
Frank Smith ist der Kopf einer Verbrecherorganisation und im Besitz eines „schwarzen Notizbuches“, welches wohl – codiert – alle möglichen Transaktionen und Machenschaften beinhaltet und Mr. Smith und seine Belegschaft hinter Gitter bringen könnte. Luke weiß um dieses Buch, verschafft sich Zugang zu diesem und entwendet es in Zusammenarbeit mit Laura aus Mr. Smiths Büro. Frank Smith bemerkt den Verlust seines „schwarzen Buches“ sofort und hetzt Luke nacheinander drei Auftragskiller (Vic, Hutch und Max) auf den Hals; Luke verlässt fluchtartig mit Laura die Stadt, ohne dass diese ihrer Familie Bescheid geben kann. Ihr zurückgelassener Mann Scotty wird in der Zwischenzeit von Bobbie getröstet, der Schwester von Luke. Diese ist schon seit Jahren in Scotty verliebt, führte mit diesem bereits eine Affäre und hatte ihm eine Schwangerschaft vorgegaukelt. Die Tatsache, dass Laura ihr Scotty weggeschnappt hat, ohne diesen wirklich zu lieben, sorgt zwischen Laura und Bobbie Folge für Folge für Unstimmigkeiten, da Bobbie durchaus bewusst ist, dass Laura und Luke ineinander verliebt sind.
Nach einer romantischen Nacht im Kaufhaus fliehen Luke und Laura weiter (immer den Auftragskiller an den Fersen) und kommen im kleinen Ort Beechers Corners bei einem netten Pärchen unter, sie geben sich hier als verheiratetes Paar Lloyd und Lucy Johnson auf Hochzeitsreise aus.
Weitere Fluchtaktionen folgen bis zum Showdown (in der Folge Killer killt Killer) in dem Ort Fair Oaks zwischen Luke, Sally alias Max, Hutch und Laura, bei dem Luke und Laura die Flucht gelingt. Kurz zuvor hatte Luke herausgefunden, dass der „Linkshänder“ (ein Codename, der in der Vergangenheit mehrfach genannt wurde), eine Statue ist, deren Spruch die Entschlüsselung des schwarzen Buches erlaubt und in deren Sockel die Goldbarren sind, hinter denen Hutch her war.
Bevor Luke und Laura nach Port Charles zurückkehren, verbringen sie ihre erste gemeinsame Liebesnacht in Beechers Corners, in welcher Luke Laura eine Zigarrenbanderole an den Finger steckt als „Heiratsversprechen“.
Nach ihrer Rückkehr nach Port Charles am nächsten Tag übergeben Luke und Laura das Schwarze Buch der Polizei, Frank Smith sowie auch Hutch, der angeschossen wurde, werden verhaftet. Bedrängt von Polizei, der Baldwin-Familie und einer Reportermeute verleugnet Laura Luke und betont, noch immer die Ehefrau von Scotty Baldwin zu sein und diesen nicht betrogen zu haben – und bricht den Kontakt zu Luke nach einem wunderschönen Sommer ab. Dieser ist fürchterlich gekränkt und blockt in den nächsten Episoden sämtliche Versöhnungsversuche von Laura ab.
Dr. Rick Webber (Chris Robinson), Vater von Laura Baldwin, hat eine Affäre mit seiner Kollegin Monica Quartermaine (Leslie Charleson) und lebt in Trennung von seiner Frau Lesley (Denise Alexander), die diesen aber immer noch liebt. Monicas äußerst eifersüchtiger Ehemann Alan (Stuart Damon) kommt hinter die Affäre und versucht mehrfach, Rick und Monica zu ermorden. Ein Kind kommt zur Welt, Alan jr. und wird zum Zankapfel. Sein Anspruch auf das Erbe des Quartermaine-Treuhandfonds steht in Frage, da lange Zeit für alle Beteiligten nicht klar ist, ob dieses Kind aus der Ehe von Monica und Alan oder aus der Affäre von Monica und Rick stammt. Letztendlich ist das Kind von Alan. Dieser wiederum beginnt später eine Affäre mit Susan Moore (Gail Ramsey), welche dann ebenfalls von Alan schwanger wird und seine vollste Unterstützung genießt.
Alexandria (Renee Anderson), die Lieblingsnichte des Familienpatriarchs Edward Quartermaine (David Lewis), kommt für einige Zeit nach Port Charles. Jedoch fehlt eine wichtige Lieferung mit einer Kiste, die einen wertvollen Gegenstand erhält, die „Eisprinzessin“, ein riesiger, künstlicher Diamant, schwarz angemalt und auf einem Sockel als Kunstobjekt (in der Serie immer nur „die Statue“) getarnt. Also heuert Alexandria Luke Spencer an, um dem Verschwinden der Kiste auf die Spur zu kommen und herauszufinden, ob die Gebrüder Cassadine (einer hiervon Ex-Liebhaber von Alex) sich in der Stadt aufhalten und möglicherweise die Kiste gestohlen haben. Luke arbeitet in dieser Zeit zeitgleich für Alexandria sowie auch für ein kleines Café als Koch und Bedienung und wird von einem Agenten namens Robert Scorpio (Tristan Rogers) beschattet. Zu allem Überfluss ziehen unbewusst Laura (die einen Job als Empfangsdame bei Alexandria angenommen hat) und Luke auch noch in ein und dasselbe Haus. Alle sind schließlich auf der Suche nach der sagenumwobenen Eisprinzessin, die am Ende auf einer Auktion wieder auftaucht. Luke und Laura kommen sich bei einem Festumzug in Port Charles in Lauras Wohnung wieder näher.
Dr. Jeff Webber (Richard Dean Anderson), der Halb-Bruder von Rick Webber, verliebt sich in die Krankenhausschwester Anne „Annie“ Logan (Susan Pratt) und beginnt eine Liebesaffäre. Anne ist alleinerziehende Mutter eines Jungen, Jeremy, zu dem Jeff eine sehr herzliche Beziehung aufgebaut hat. Anne wohnt im Haus der Hardys. Dr. Steve Hardy (John Beradino) ist Leiter des General Hospitals und Vater von Jeff. Dr. Audrey Hardy (Rachel Ames) ist ebenfalls im Krankenhaus tätig und eine gute Vertraute von Anne. Letztendlich trennt sich Anne von Jeff und dieser landet nach einem gemütlichen Abend wieder mit Diana im Bett. Diana Taylor (Brooke Bundy) wiederum ist ebenfalls alleinerziehende Mutter eines kleinen Jungen.
Jeffs Frau Heather (Robin Mattson, California Clan und Springfield Story), die versucht hatte, Diana Taylor mit LSD zu vergiften und dieses versehentlich selbst schluckte, befindet sich im Sanatorium. Allerdings ist sie längst aus ihrem katatonischen Zustand erwacht und spielt nun krank und täuscht eine immer noch anhaltende Amnesie vor, um einen erneuten Mordanschlag auf Diana zu verüben und gleichzeitig ihrer Nebenbuhlerin Anne eins auszuwischen. Geschickt benutzt sie dabei ihre kranke Zimmergenossin Sarah, um heimlich das Sanatorium zu verlassen, indem sie Sarah kaltblütig erpresst und psychisch terrorisiert. Heather gelingt es eines Nachts mit einer Schwesternuniform des Sanatoriums und einem gestohlenen Auto einer Mitarbeiterin das Gelände zu verlassen und gerät bei ihrer Rückkehr in ernsthafte Schwierigkeiten, da sie zufällig an einem Autounfall vorbeikommt und hier wegen ihrer Uniform für eine Krankenschwester gehalten und um Mithilfe gebeten wird.
Mit Sicherheit kann die Beziehung zwischen Luke und Laura zu Beginn der 1980er-Jahre als „Stammhandlung“ bezeichnet werden, da im Grunde genommen fast alle Personen mit den beiden zu tun haben und involviert sind. Die beiden heiraten im November 1981 noch im Kreis von Familie und Freunden. Auf dieser Hochzeit taucht auch nochmals Exmann Scotty auf, der zu allem Überfluss auch noch den Brautstrauß fängt. Luke und Laura haben später zwei Kinder, Lucky und Lulu Spencer. Genie Francis verließ nach mehreren Unterbrechungen am 22. November 2006 die Serie, was diverse Fanclubs dazu bewog, regelrechte Aufrufe – auch an den Sender – zu starten „den Engel nach Hause/zurückzubringen“ (we want our angel back home). Anthony Geary spielt weiterhin die Rolle des Luke Spencer. Francis kehrte von August bis November 2008 sowie von Februar bis August 2013 in ihre Rolle der Laura Spencer zurück.
In Deutschland wurde die Ausstrahlung der Serie an verschiedenen Stellen abgebrochen.

## Weitere Darsteller/Besetzungen und ihre Rollen
Lee Baldwin (Peter Hansen), Rechtsanwalt und Adoptiv-Vater von Scotty Baldwin.
Dr. Gail Adamson Baldwin (Susan Brown), Frau von Lee Baldwin, Psychologin im General Hospital. Beide ohne große erwähnenswerten Affären.
Amy Vining (Shell Kepler), die Cousine von Laura, arbeitet als Lernschwester im General Hospital und ist dafür bekannt, dass sie alles, was man ihr anvertraut, ausplappert.
Dr. Noah Drake (Rick Springfield), spielte zwei Jahre bis 1983 im General Hospital und stieg 2005 wieder in die Serie ein. Ex-Alkoholiker. Beginnt schließlich eine kurze Beziehung mit Bobby Spencer, der Schwester von Luke.
Alice Grant (Lieux Dressler), Mutter von Heather, die als Einzige zusammen mit Diana Taylor um die Wahrheit des Kindes weiß und ebenso um die gefährliche Unberechenbarkeit ihrer Tochter Heather.
Joe Kelly (Douglas Sheehan), Stiefsohn von Rose Kelly (Loanne Bishop), mit welcher er vor deren Hochzeit mit seinem Vater eine Affäre hatte. Guter Freund von Luke Spencer. Heimlich verliebt in Anne Logan.

## Trivia
- In der Fernsehserie Dr. House wird General Hospital fallweise thematisiert, weil House sich des Öfteren General Hospital ansieht.
- Die Soap-Ausschnitte, die auf Dr. Houses Fernseher zu sehen sind, stammten nur in der Pilotfolge tatsächlich aus General Hospital, anschließend wurden eigens gedrehte, fiktive Szenen benutzt. In einem Playboy-Interview erklärte Hugh Laurie (alias Dr. House): „Wer auch immer General Hospital erfand, wollte uns die Rechte nicht geben, also mussten wir unsere eigene Seifenoper erfinden.“